# Jack Vance
John Holbrook Vance (San Francisco, 28 de agosto de 1916-Oakland, 26 de mayo de 2013), más conocido por su pseudónimo Jack Vance, fue un escritor de fantasía y ciencia ficción nacido en San Francisco, California (EE. UU.). Es autor, entre otras, de la saga Planeta de la aventura (1968-1970). Utilizó diversos pseudónimos — Peter Held, John Holbrook, John van See, Alan Wade — para firmar su trabajo, escribiendo incluso bajo el policiaco de Ellery Queen tres novelas: The Madman Theory, The Four Johns y A Room to Die in.

## Biografía
Nacido el 28 de agosto de 1916 en California. 
Creció en San Francisco y, posteriormente, cuando sus padres se separaron, en el rancho de sus abuelos maternos cerca de Oakley, en el delta del río Sacramento, donde pasó una infancia feliz. Siendo adolescente leyó y escribió poesía, y también fue un apasionado de las revistas pulp como Weird Tales y Amazing Stories, y de autores como Edgar Rice Burroughs, Julio Verne, Lord Dunsany y P. G. Wodehouse.
Tras acabar la secundaria no se podía permitir el lujo de asistir a la universidad, así que viajó por todo el país haciendo trabajos ocasionales (recoger fruta, operario en una fábrica de herramientas, minero y bracero de pozos petrolíferos). Y aunque consiguió lo suficiente para matricularse en la Universidad de California en Berkeley, primero en física y luego en periodismo, no llegó a completar ninguna de esas carreras.
Trabajó durante un tiempo como electricista en el puerto de Honolulú, pero regresó a los Estados Unidos poco antes de que Japón bombardease el puerto de Pearl Harbour empezando así la Segunda Guerra Mundial. Y como no tuvo éxito para entrar en un programa de espionaje, se alistó en la marina mercante. En este período comenzó a escribir ficción, sobre todo las primeras historias del ciclo de La tierra moribunda. Publicó su primera obra en 1945, en la revista Thrilling Wonder Stories.
En el periodo comprendido entre los años cincuenta y los setenta trabajó durante un breve periodo de tiempo como guionista para la 20th Century Fox, pero sobre todo viajó mucho, primero por Europa y luego por el resto del mundo, deteniéndose durante unos meses en lugares exóticos donde escribió nuevas historias y novelas. A finales de los años cincuenta, durante un período en el que se encontraba en Nueva York, escribió guiones para la serie de televisión de ciencia ficción Capitán de vídeo . En este período escribió las novelas La odisea de Glystra, El lenguaje Pao y Hombres y dragones (que ganó un Premio Hugo), comienza la trilogía Durdane y el ciclo Principios de demonios. También vuelve a las historias del ciclo de la Tierra moribunda y escribe la serie de historias protagonizadas por Cugel el Astuto (Las aventuras del astuto Cugel).
En 1946 se casa con Norma Ingold y viven con su hijo en una casa construida por Vance. Realizaron numerosos viajes alrededor del mundo, viviendo en sitios como Tahití o Italia o en una casa-barco en Cachemira.
Gran amigo de Frank Herbert y Poul Anderson, los tres compartieron una casa-bote en el delta del río Sacramento. Los Vance y los Herbert vivieron juntos en México una temporada.
Trabajó como marino, tasador, ceramista y carpintero antes de poder dedicarse por completo a la escritura en 1970. 
John Holbrook escribió más de 60 libros y varios relatos breves.
Hasta su muerte residía con su esposa y un hijo en Oakland, California.

## La obra de Vance
El atractivo principal de la narrativa de Vance no son tanto las tramas lineales y su exquisito lenguaje irónico y seco cuanto su capacidad de evocar (a menudo con solo unas pocas palabras) alienígenas complejos y absurdos, y sin embargo completamente humanos. Con ese poder de síntesis Vance crea a menudo, en un simple párrafo, un mundo mucho más completo y realizado que el que muchos escritores logran fraguar en extensos volúmenes.
Otro talento especial de Vance es la facultad de contar historias dentro de historias mediante el uso de citas al comienzo del párrafo (por caso las aventuras de Marmaduke en el Libro de los sueños (1981), quinto del ciclo de Los Príncipes demonio, y el de las notas a pie de página (la capacidad de un narrador de usar con eficacia las notas a pie de página es rara y casi única; otro ejemplo puede ser Terry Pratchett). Es frecuente que Vance exponga arbitrariamente la naturaleza de la sociedad descrita, a modo de notas lingüísticas sobre términos intraducibles. Estos términos describen los conceptos fundamentales para la sociedad descrita, pero son completamente ajenos al lector. De hecho, la capacidad de Vance para "explicar" sin disminuir la atención del lector es parte del encanto de su obra, rica en la "capacidad negativa" elogiada por John Keats y esencial en el cultivo de la fantasía y la ciencia ficción. El hecho de no poder imaginar el aspecto de un "deodand" o de no haber oído nunca hablar de la "carne de miscus" no impide en modo alguno la capacidad de seguir la historia.
Un lugar común de los trabajos de Vance es la villa (o planeta) en el cual los habitantes practican con la máxima sinceridad un sistema de creencias absurdo, repugnante o ambas cosas. Aparte de su potencial picaresco, Vance emplea estos episodios para ironizar sobre el dogmatismo en general y la religión en particular. De hecho, hay mucho de philosophe ilustrado dieciochesco en Vance, en particular, en la trilogía de Lyonesse, donde gusta de lanzar dardos contra el cristianismo. "Cuando tantas personas han dado crédito a tantas creencias distintas a lo largo de los siglos", parece dar a entender Vance, "¿quién tiene derecho a imponer su dogma a los demás?" Este escepticismo está vinculado al individualismo de Vance, que es un imperativo tan ético como estético para él y para sus personajes y aplica en la práctica el deseo de Henry David Thoreau de que existan tantos diferentes tipos de personas como sea posible. Sus valores ilustrados siguen apareciendo en su creencia de que todo el mundo debería tener la libertad de realizarse a sí mismo y a su manera, a condición de que este voto no vaya en detrimento de otros. A menudo, los "malos" de Vance son artistas que violan este principio y destruyen la vida o la propiedad de otros para perseguir su propia visión.
En consecuencia Vance favorece a los personajes aristocráticos en la variedad que el estado social y el dinero pueden sin duda proporcionar a estos personajes, y se divierte en crear sociedades individualistas y aristocráticas aterradoras (como en Marune: Alastor 933 o la Ska, en la trilogía Lyonesse). Un tema favorito suyo (ejemplificado en El último castillo) es la sociedad decadente aristocrática en la que la persecución del individualismo estético la ha dejado incapaz de afrontar los problemas prácticos de la realidad que requieren cooperación y sacrificio. Es una tensión recurrente en Vance, aunque lo normal es que sus protagonistas logren conjugar el riesgo de ser tanto estetas como héroes.
Sin embargo Vance no asume más que la aristocracia conferida automáticamente por el mérito, y despliega su sátira de notables pomposos que piensan que un nacimiento noble les dispensa de la obligación de ser gentiles o interesantes. Ser pretencioso es siempre un vicio para Vance, que distingue siempre entre pretenciosidad y elevación real. Una de las muchas fascinaciones que ofrece su obra es la manera shakesperariana con la cual ambos principios se tratan y se critican con un pulido lenguaje.
Su énfasis en el individualismo impide a Vance convertirse en un relativista. En efecto, sus valores prevalecen, por ejemplo al desaprobar la homosexualidad: solo los malos son homosexuales en sus obras. Este conservadurismo sexual se manifiesta también en las relaciones entre hombre y mujer. Vance puede crear personajes femeninos vívidos y heroicos, como Glyneth en el ciclo de Lyonesse; sin embargo, una vez casada sale de escena en el último libro de la trilogía. En "La Murthe", una historia del ciclo de la Tierra moribunda, es especialmente explícito en insistir sobre la naturaleza diferente de hombres y mujeres y en que toda desviación del propio sexo debe ser evitada. Que este innegable sexismo no sea sino consecuencia de prejuicios generacionales no disminuye el goce de su vívido estilo e imaginación.
Vance habló sobre su placer en la lectura de P. G. Wodehouse y un cierto influjo de este humorista puede encontrarse en algunos de los escritos de Vance, en especial en sus descripciones de los prepotentes y de sus sobrinos fácilmente atemorizados y entregados a su merced. También se encuentra la huella de L. Frank Baum en el diálogo ampuloso de The Tin Woodman of Oz. Pero cualquiera que sea el peso relativo de estos y otros modelos,  Vance probó ser un maestro de la farsa episódica en trabajos como El mundo de los Showboat y en la historia breve "El juego de la guerra".